# Campione d’Italia
Campione d’Italia – włoska miejscowość i gmina w regionie Lombardia i prowincji Como, będąca eksklawą na terytorium szwajcarskiego kantonu Ticino. Według danych na rok 2004 gminę zamieszkiwało 2279 osób, 1139,5 os./km².

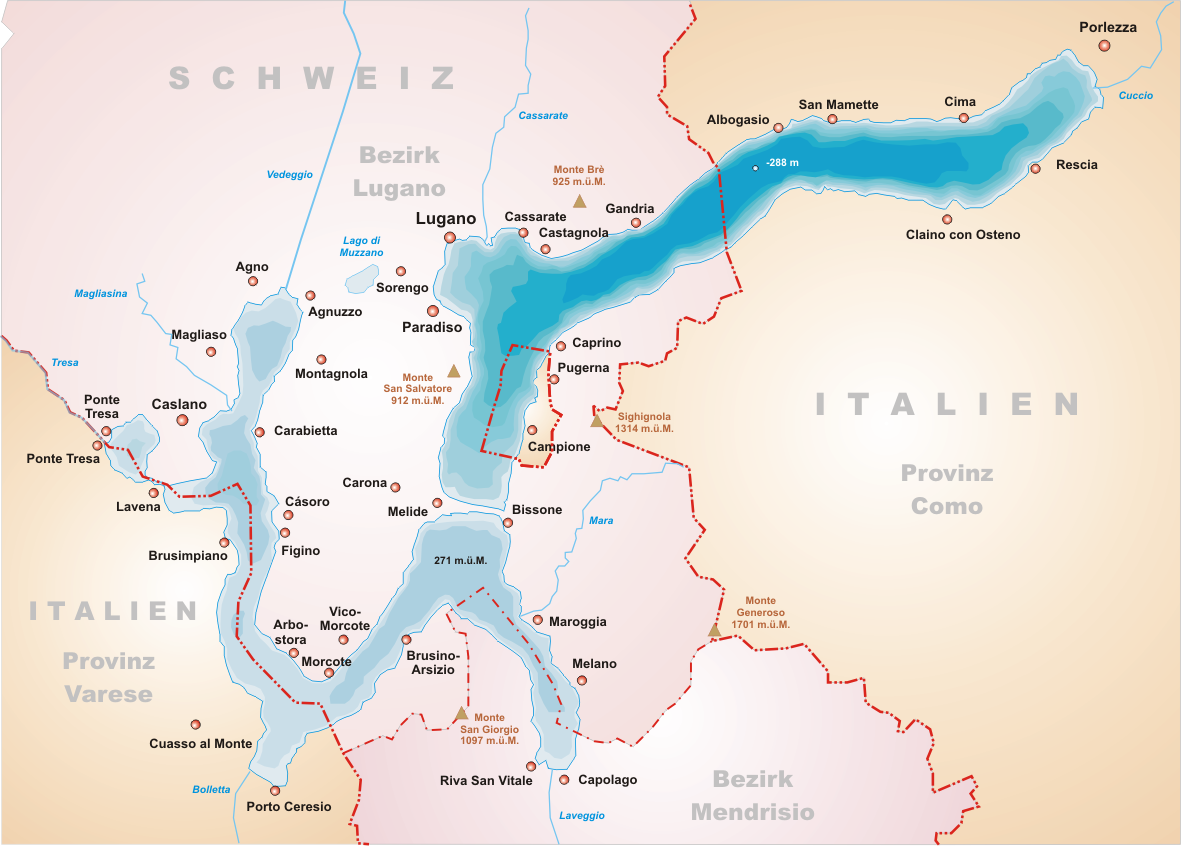
Mapa okolic Campione d’Italia

Enklawę oddziela od reszty Włoch jezioro Lugano i góry. Obecny status zyskała w roku 1798, kiedy mieszkańcy Campione wybrali pozostanie częścią Lombardii, która z kolei stała się częścią Włoch w 1871 roku. Człon d’Italia został dodany do nazwy z rozkazu Benito Mussoliniego, który chciał wyróżnić odrębność Campione od sąsiadów.
Campione jest w znacznym stopniu zintegrowane gospodarczo i administracyjnie ze Szwajcarią, używa się tam franka szwajcarskiego i korzysta ze specjalnych uzgodnień celnych pozwalających obywatelom Włoch przekraczać szwajcarskie terytorium. Również sieć telefoniczna obsługiwana jest przez Swisscom, co oznacza, że dzwoniąc z Włoch, trzeba użyć międzynarodowego prefiksu: 00 41 91. Przesyłki pocztowe można przesyłać, używając albo szwajcarskiego kodu pocztowego:
via Volta 3
CH-6911 Campione d’Italia
albo włoskiego:
via Volta 3
I-22061 Campione d’Italia
W latach 1944–1952 w użyciu były lokalne wydania znaczków pocztowych z herbem gminy i napisem
Commune di Campione. RRPoste Italiana. Przeznaczone były do opłaty korespondencji miejscowej i kierowanej do Szwajcarii.
Campione korzysta ze swojego statusu, posiadając znane kasyno (Casinò di Campione), gdyż prawo dotyczące hazardu jest tu mniej restrykcyjne niż we Włoszech i w Szwajcarii (te prawa pochodzą jeszcze sprzed II wojny światowej).
Campione d’Italia jest wyjątkiem wśród światowych eksklaw, gdyż w jednym kierunku jej terytorium odgradza od głównego kraju jezioro. Znaczy to, że można przepłynąć do głównego terytorium Włoch z Campione przez jezioro Lugano, nawet nie wchodząc na szwajcarski ląd, choć jezioro samo w sobie należy do Szwajcarii. Inna europejska enklawa, Büsingen am Hochrhein (niemiecka eksklawa otoczona przez terytorium szwajcarskie) ma podobną sytuację, gdyż leży nad Renem, którym biegnie szlak żeglowny do głównego terytorium niemieckiego.
W roku 1700 w Campione urodził się Antonio Solari – architekt królewski, który kierował m.in. przebudową Pałacu Radziwiłłów oraz Zamku Królewskiego w Warszawie.